# هلن مورای فری
هلن مورای فری (انگلیسی: Helen Murray Free؛ (زادهٔ ۲۰ فوریهٔ ۱۹۲۳ – درگذشتهٔ ۱ مهٔ ۲۰۲۱) یک دانشمند در زمینه شیمی و اهل ایالات متحده آمریکا بود.